# 浅井基文
浅井 基文（あさい もとふみ、1941年7月3日 - ）は、日本の元外交官、政治学者。

## 経歴
愛知県生まれ。愛知県立西尾高等学校卒業。1963年3月、東京大学法学部中退。同年4月、外務省に入省。同期には野村一成ら。
中国語研修（台湾及び米国ハーバード大学）、アジア局中国課、条約局条約課、在オーストラリア大使館、在ソ連大使館、調査部分析課を経て、条約局国際協定課長（1978年 - 1980年）、在中国大使館参事官（1980年 - 1983年）、アジア局中国課長（1983年 - 1985年）、イギリス国際戦略研究所研究員（1986年 - 1987年）などを歴任。
1988年に外務省から文部省に出向し、東京大学教養学部教授（国際関係論）に就任。1990年に官僚を辞職して日本大学法学部教授。1992年から明治学院大学国際学部教授を務める（2005年1月まで）。2005年4月、広島市立大学広島平和研究所所長に就任（2011年3月31日退職）。2015年4月、大阪経済法科大学客員教授。
日米同盟を基本とした日本外交、特に安倍政権に批判的であり、護憲・平和主義の立場からの論陣を張っている。
ロシア・ウクライナ戦争や台湾問題で介入の度合いを深めるバイデン政権には極めて批判的で、『バイデン政権こそが世界平和破壊の張本人』であると述べている。

## 人物・主張
- 外務省に入り中国語研修(チャイナスクール)を選んだ理由について「高校生の頃から、毛沢東、周恩来が率いた中国革命の成功と社会主義・中国の新鮮なイメージがなんとなく私の中に育っていたためもあって、中国問題に関わる仕事をしたい気持ちがあったという単純な理由から」と述べている[5]。
- 2009年9月29日、日本が北朝鮮による拉致問題解決だけを主張して交渉しようとすることが北朝鮮の非核化を妨げていると主張した[6]。
- 外国からの難民受け入れのために、日本人の意識を変える必要があるとしている。また、集団的自衛権の行使は、アメリカの戦争政策への加担を意味すると述べている[7]。
- 2019年から2020年にかけて発生した香港民主化デモについて浅井はデモにアメリカの深い関与があるとし、中国メディアがこぞって「中国内政に公然と干渉するアメリカ」に批判の矛先を向けることは当然であると述べている。アメリカ議会が香港人権民主法を成立させてトランプ大統領がこれに署名したことを受け、香港の民主派がデモで星条旗を掲げトランプに謝意を表する垂れ幕を前面に出したことについて、民主派が一国二制度の根幹を突き崩そうとする「親米派」に変質したことを実感したとし、民主派の対米認識の幼稚性に失笑したとしている[8]。
- 中国における香港国家安全維持法の成立は香港問題に対するアメリカの介入の排除を目的としていると主張。法案の成立が一国二制度を踏みにじるものだとする批判に対しては、香港国家安全維持法は中国憲法関連規定に従っており正当なものであるとする中国側の主張を支持している。また、香港問題を巡るアメリカの中国批判は常軌を逸したものだとも述べている[9]。
- 2020年6月の北朝鮮の対韓強硬姿勢復活と南北共同連絡事務所の爆破について、板門店宣言と南北首脳会談での合意事項である開城工業団地の再開と金剛山観光事業の再開を履行せず、北朝鮮が敵対行為であるとみなす脱北者団体の金正恩批判ビラ散布を取り締まらなかった文在寅政権に責任があるとしている。また文在寅を「言い訳がましい言説に終始し、アメリカに断固ともの申すことができないことが、朝鮮の怒りを昂じさせた」と評している[10]。
- 中国政府による新疆ウイグル自治区における少数民族ウイグル族へのジェノサイドを反共主義者によるでっち上げであるとし、米トランプ政権によるジェノサイド認定を引き継ぐバイデン大統領とブリンケン国務長官を最低限のモラルすら持ち合わせていないと評している[11]。さらにはバイデン政権と歩調を合わせる形で中国の人権問題を批判する国際人権団体のヒューマン・ライツ・ウオッチやアムネスティ・インターナショナルについても「許せない」とし、「両INGOがまともな常識・判断力を備えているのであれば、「狂」のアメリカに同調することなどありえない」と批判している[12]。
- 2022年のロシアによるウクライナ侵攻について浅井は西側諸国が安全保障上の問題でロシアを追い詰めたことが戦争の根本的な原因であるとし、西側諸国は「力による現状の一方的変更は認められない」とする既存の国際秩序を押し付けて、ロシアを叩きのめすためにウクライナ問題を最大限利用していると主張している。日本の岸田政権についても『米西側に盲目追随してロシアを糾弾しています』と批判している。浅井によればウクライナ問題におけるロシアの正当性は、「自衛権行使」として日本が北朝鮮のミサイル攻撃に対抗する目的で敵基地攻撃能力を保有することの正当性よりもはるかに高いとしている[13]。
- 2022年のロシア・ウクライナ戦争において発生したブチャの虐殺に関するメディアの報道について、西側メディアはウクライナ側の発表が事実であることを前提に報道しており、虐殺が事実であると断定してロシアを批判する西側メディアを客観的且つ公正な報道を旨とするジャーナリズムのあり方から逸脱していると批判している[14]。またロシア・ウクライナ戦争全般の報道について、『「事実関係」が完全に西側メディアの報道によって歪められてしまっている』と批判している[15]。

## 対外関係
- 2013年の参議院選挙後に成人して有権者になって以降、比例も選挙区も日本共産党に投票してきたため共産党の今回の議席増は清涼剤と喜んでいる。2013年にも赤旗は購読しているが、1970年代には積極的に支持して共産党が躍進すると日本が良くなるとの喜びが共産党が志位和夫時代になってからは変化し消極的支持になったと述べている。さらに未だに続く市民活動における共産党・非共産党(旧社会党・非共産党左翼)の争いは不毛でウンザリしていると批判している[16]。
- 朝鮮新報に度々寄稿してアメリカと日本の朝鮮(北朝鮮)への対応を批判して、水爆実験はアメリカの対応の間違いへの答えとし共和国(北朝鮮)を支持している[17][18]。
- 日本による対韓輸出優遇撤廃に反対する、＜声明＞「韓国は「敵」なのか」呼びかけ人の1人[19]。

## 著書

### 単著
- 『日本の外交--反省と転換』（岩波書店［岩波新書］、1989年）
- 『外交官--ネゴシエーターの条件』（講談社［講談社現代新書］、1991年）
- 『新しい世界秩序と国連--日本は何をなすべきか』（岩波書店、1991年）
- 『どこへ行く日本-湾岸戦争の教訓と外交の進路』（かもがわ出版、1991年）
- 『「国際貢献」と日本--私たちに何ができるか』（岩波書店［岩波ジュニア新書］、1992年）
- 『国家と国境--国際化社会における秩序と民族自決問題』（ほるぷ出版、1992年）
- 『私の平和外交論』（新日本出版社、1992年）
- 『新保守主義--小沢新党は日本をどこへ導くのか』（柏書房、1993年）
- 『「国連中心主義」と日本国憲法』（岩波書店［岩波ブックレット］、1993年）
- 『国際的常識と国内的常識--「脱冷戦」後の国際社会と日本の役割』（柏書房、1994年）
- 『非核の日本・無核の世界』（労働旬報社、1996年）
- 『平和大国か軍事大国か』（近代文芸社、1997年）
- 『新ガイドラインQ&A--ここが問題』（青木書店、1997年）
- 『中国をどう見るか--21世紀の日中関係と米中関係を考える』（高文研、2000年）
- 『集団的自衛権と日本国憲法』（集英社［集英社新書］、2002年）
- 『戦争する国しない国--戦後保守政治と平和憲法の危機』（青木書店、2004年）
- 『国際社会のルール（1）平和な世界に生きる』（旬報社、2007年）
- 『13歳からの平和教室』（かもがわ出版、2010年）
- 『日英対照　広島に聞く　広島を聞く』（かもがわ出版、2011年）。ISBN　978-4-7803-0417-6
- 『ヒロシマと広島：Hiroshima as Philosophy versus Hiroshima in Reality』（かもがわ出版、2011年）。ISBN　978-4-7803-0447-3
- 『すっきり！わかる　集団的自衛権Q＆A』（大月書店、2014年）。ISBN　978-4-272-21107-4
- 『日本政治の病理：丸山眞男の｢執拗低音｣と｢開国｣に読む』（三一書房、2020年）。ISBN　978-4-380-20006-9

### 編著
- 『茶の間で語りあう新ガイドライン』（かもがわ出版、1998年）

### 共編著
- （藤井治夫）『最新安保情報：日米安保再定義と沖縄』（社会批評社、1996年）